# Antônio José Medeiros
Antônio José Castelo Branco Medeiros, ou Antônio José Medeiros, (União, 16 de maio de 1950) é um sociólogo e político brasileiro filiado ao Partido dos Trabalhadores com atuação política no estado do Piauí desde a década de 1980.

## Dados biográficos

### Formação acadêmica
Filho de Benedito Medeiros de Melo Sobrinho e Maria Castelo Branco Medeiros. Filósofo graduado pela Universidade Federal do Piauí em 1971, tem especialização pelo Instituto Brasileiro de Desenvolvimento (IBRADES). Professor de Filosofia e Sociologia na Universidade Santa Úrsula e na Universidade Estadual do Rio de Janeiro (1973-1974), regressou ao Piauí para trabalhar na Fundação Centro de Pesquisas Econômicas e Sociais do Estado do Piauí (CEPRO) sendo depois um dos assessores da Secretaria de Planejamento, coordenando também algumas atividades desenvolvidas pelo Programa de Desenvolvimento de Áreas Integradas do Nordeste (POLONORDESTE) na área de educação. Assessor do Centro Piauiense de Ação Cultural (CEPAC), fez mestrado em Ciências Sociais pela Pontifícia Universidade Católica de São Paulo e possui especialização em Filosofia da Educação na Universidade do Rio de Janeiro e é doutorando em Sociologia pela Universidade de São Paulo.
Professor de História Geral no Colégio Diocesano e de Língua e Literatura Portuguesa nos colégios Helvídio Nunes e Álvaro Ferreira, em 1981 foi aprovado em concurso público da Universidade Federal do Piauí para o Departamento de Filosofia. Em 1985 passou a integrar o Departamento de Ciências Sociais, onde continuou a exercer a função de docente.

### Atividade política
Membro fundador do PT no Piauí e ativo dirigente sindical, foi secretário-geral da Associação dos Docentes da Universidade Federal do Piauí (ADUFPI), membro da direção da Central Única dos Trabalhadores (CUT) tanto em seu estado como em nível nacional e vice-presidente da regional Nordeste da Associação Nacional dos Docentes de Ensino Superior (ANDES) (1983-1984).
Disputou as eleições para deputado federal em 1982, para prefeito de Teresina em 1985 e para deputado estadual em 1986 sem que tivesse êxito. Eleito vereador de Teresina em 1988, repetiu, sem sucesso, as candidaturas a deputado federal em 1990 e a prefeito de Teresina em 1992. Em 1998 foi candidato a vice-governador do Piauí na chapa de Francisco Gerardo da Silva pela coligação O futuro a gente faz, não chegando ao segundo turno. Em 2002 foi eleito deputado estadual, passando a maior parte do mandato à frente da Secretaria de Educação no primeiro governo Wellington Dias, cargo para o qual retornou após ter sido eleito deputado federal em 2006. Disputou sua última eleição em 2010, quando perdeu a disputa para senador.
Foi presidente do diretório regional do PT no Piauí. Entre 2003 e 2005 fez parte do Conselho de Alimentação Escolar do Piauí, da Secretaria de Educação e Cultura do Piauí; do Conselho Diretor da Universidade Federal do Piauí; e do Conselho Estadual dos Direitos da Criança e do Adolescente.
Sua mãe foi prefeita de União e é prima do ex-governador Bona Medeiros.